# Engelbert Humperdinck
|  | Per a altres significats, vegeu «Engelbert Humperdinck (cantant)». |

Engelbert Humperdinck   (Siegburg, 1 de setembre de 1854 - Neustrelitz, 27 de setembre de 1921) fou un compositor alemany, sobretot conegut per l'òpera Hänsel und Gretel (1893).
Va estudiar música al Conservatori de Colònia i a l'Escola de Música de Múnic. Des de molt jove va guanyar beques i premis que li van donar l'oportunitat d'estudiar i viatjar pel món. Precisament entre els anys 1875 i 1877 va ser contractat com a professor de composició al Conservatori Superior de Música del Liceu, de Barcelona. Aquests viatges li van ser una constant inspiració i en la seva música trobem influències de sons i instruments de països llunyans.
Humperdinck, englobat en el període musical romàntic, sempre se l'ha relacionat amb Richard Wagner que va influir molt en les seves composicions operístiques i fins i tot va col·laborar amb Wagner en l'òpera Parsifal.
A principi del segle xx va fer classes als Conservatoris de Berlín i Leipzig on va tenir com alumnes entre d'altres:
- Leo Blech[2]
- Gena Branscombe[3]
- Ernesto Drangosch,[4]
- Arthur Farwell[5]
- Oskar Fried[6]
- Friedrich Frischenschlager[7]
- Charles Griffes, (1884-1920)[8]
- Manfred Gurlitt[9]
- Robert Hermann[10]
- Andrés Isasi
- Walter Niemann[11]
- Frederick Stock,[12]
- Johann Schaub,[13]
- Robert Sondheimer (1881-1956),
- Eduard Steuermann,
- Otto Urbach
- Edmund van der Straeten[14]
- Jan van Gilse (1881-1944),

El 1965, el cantant britànic Arnold Dorsey va agafar el nom del compositor com a nom artístic.